# Otite consécutive à un barotraumatisme
Cet article décrit les critères administratifs pour qu'une otite consécutive à un barotraumatisme soit reconnue comme maladie professionnelle en France.
Ce sujet relève du domaine de la législation sur la protection sociale et a un caractère davantage  juridique que médical. Pour la description clinique de la maladie se reporter à l'article suivant :

## Législation enFrance

### Régime général
| Fiche Maladie professionnelle | Fiche Maladie professionnelle | Fiche Maladie professionnelle |
| Ce tableau définit les critères à prendre en compte pour qu'une otite consécutive à un barotraumatisme soit prise en charge au titre de la maladie professionnelle | Ce tableau définit les critères à prendre en compte pour qu'une otite consécutive à un barotraumatisme soit prise en charge au titre de la maladie professionnelle | Ce tableau définit les critères à prendre en compte pour qu'une otite consécutive à un barotraumatisme soit prise en charge au titre de la maladie professionnelle |
| Régime Général. Date de création : 22 juillet 1987 | Régime Général. Date de création : 22 juillet 1987 | Régime Général. Date de création : 22 juillet 1987 |
| Tableau no 83 RG | Tableau no 83 RG | Tableau no 83 RG |
| Lésions provoquées par les travaux effectués dans un milieu où la pression est inférieure à la pression atmosphérique et soumise à variations                      | Lésions provoquées par les travaux effectués dans un milieu où la pression est inférieure à la pression atmosphérique et soumise à variations                      | Lésions provoquées par les travaux effectués dans un milieu où la pression est inférieure à la pression atmosphérique et soumise à variations                      |
| --- | --- | --- |
| Désignation des Maladies | Délai de prise en charge | Liste indicative des principaux travaux susceptibles de provoquer ces maladies                                                                                     |
| Otites moyennes sub-aiguës. | 6 mois | Travaux effectués en service aérien. |
| Otites moyennes chroniques. | 1 an | |
| Lésions de l'oreille interne. | 1 an | |
| Le diagnostic dans tous les cas doit être confirmé par des examens cliniques et audiométriques spécifiques.                                                        | | |
| Date de mise à jour : 11 février 2003 | | |

Le barotraumatisme peut toucher indifféremment une seule ou les deux oreilles. Dans le cas d'un barotraumatisme auriculaire, c'est le tympan, fortement sollicité lors des variations de pression qui peut s'enflammer.

### Données professionnelles
Les causes d'un barotraumatisme de l'oreille peuvent être :
- une obturation partielle ou totale d'une ou des deux trompes d'Eustache dues à des mucosités encombrant les fosses nasales ;
- une obturation du conduit auditif par un bouchon de cérumen ;
- une manœuvre d'équilibrage trop forte ou effectuée trop tardivement.
- une variation de la pression atmosphérique ou de la pressurisation dans une cabine d'avion :

Pendant l'ascension (alpinistes) ou la dépressurisation le tissu tapissant une cavité du corps humain (oreilles, sinus, poumon, dents par exemple), est distendu jusqu'à éclatement (surtout en cas en cas d'obstruction partielle des trompes d'Eustache).
Pendant la descente ou la repressurisation, le tissu tapissant les cavités sera, au contraire, attiré vers le centre de la cavité jusqu'à la déchirure.

### Données médicales
Le barotraumatisme de l'oreille, provoquant une inflammation du tympan, peut donner lieu à une otite barotraumatique (congestion du tympan). Cette otite, si elle est suffisamment grave, peut entraîner une perforation du tympan.
Un barotraumatisme de l'oreille interne (dû à une Manœuvre de Valsalva trop violente ou à une dépessurisation brutale) est un cas grave car atteignant les centres de l'audition et de l'équilibre. Elle nécessite une hospitalisation sans délai.

## Sources spécifiques
- (fr) Tableau N° 83 des maladies professionnelles du régime Général

## Sources générales
- (fr) Tableaux du régime Général sur le site de l’AIMT
- (fr) Guide des maladies professionnelles sur le site de l’INRS